# ХК «Химик» Воскресенск в сезоне 2008/2009
Сезон 2008/2009 — 1-й и, на данный момент, единственный сезон хоккейного клуба «Химик» Воскресенск в Континентальной хоккейной лиге и 56-й в истории клуба. Команда не смогла попасть в плей-офф, заняв последнее, 24-е, место в общей таблице регулярного чемпионата и 6-е — в дивизионе Тарасова.
Первоначально, команда из Воскресенска, ставшая в сезоне 2007/2008 победителем Высшей лиги, рассматривалась в качестве основного кандидата на место минского «Динамо» и своего соперника по финалу Высшей лиги предыдущего сезона екатеринбургского «Автомобилиста», которые на тот момент не были готовы играть в новообразованной Континентальной хоккейной лиге. В итоге, 14 июля на совещании у губернатора Московской области, на котором присутствовал президент «Химика» Юрий Слепцов, было объявлено о том что «Химик» занял место «Автомобилиста» в КХЛ и стал полноправным членом Лиги, несмотря на то, что екатеринбургский клуб смог найти деньги на выступление в новом турнире. 22 июля клуб прошёл проверку комиссии КХЛ.
Перед началом сезона «Химик», в виду позднего включения команды в КХЛ, когда большинство доступных игроков уже нашло себе новые клубы, слабого финансирования (последний бюджет Лиги) и неполноценного сбора, по всем позициям являлся слабейшей командой Лиги. Единственным плюсом для воскресенской команды являлось то, что она была создана не с нуля, а имела костяк, сыгранный в победном предыдущем сезоне в Высшей лиге.

## Межсезонье
Трансферная политика команды и график предсезонной подготовки были определены ещё до того, как «Химик» официально занял место «Автомобилиста» в КХЛ, в связи с чем ей требовалось очевидное усиление в виде опытных хоккеистов, способных решать задачи на высоком уровне.
14 июля клуб начал предсезонную подготовку. Команда провела организационное собрание и первую тренировку. 17 июля стал известен календарь матчей «Химика» в предстоящем сезоне.
Свой первый контрольный матч клуб провёл 26 июля в Подольске против ещё одного клуба из Московской области чеховского «Витязя», в котором он уступил со счётом 1:4. Единственную шайбу в составе воскресенской команды во втором периоде с передачи Максима Коробова забил Дмитрий Коротков. После матча наставник «Химика» Юрий Новиков заявил, что главной целью команды в предстоящем сезоне является адаптироваться к новой лиге и поднять уровень клубной инфраструктуры.
1 августа, в матче против ступинского «Капитана» «Химик» одержал свою первую победу в межсезонье со счётом 6:2. Забитыми шайбами в составе воскресенцев отметились Михаил Паньшин, Алексей Колкунов, Андрей Галушкин, Денис Коротеев, Алексей Смирнов и Андрей Страхов. В третьем контрольном матче в Мытищах против местного «Атланта» 3 августа воскресенцы уступили со счётом 2:3, забросив обе шайбы в третьем периоде. В составе «Химика» отличились новобранец Бобров Александр Романовский. В предписанной регламентом матча серии послематчевых штрафных бросков, которая уже не могла повлиять на итоговый результат, сильнее оказался «Химик». Несмотря на товарищеский характер встречи, «жёлто-синее» дерби собрало на трибунах полторы тысячи человек, что свидетельствует о том, что в Подмосковье хоккей является одним из любимых видов спорта. Главный тренер воскресенской команды Юрий Новиков отметил вратаря Андрея Васильева.
8 августа воскресенцы на своём поле снова принимали ступинский «Капитан», однако, в этот раз уступили со счётом 2:4 в основное время и 1:2 — в серии буллитов, которая такжа была предусмотрена регламентом. В тот же день расположение клуба покинул бывший защитник нижегородского «Торпедо»» Александр Завьялов. 9 августа дублирующий состав «жёлто-синих» сыграл со сборной России, составленной из игроков 1991 года рождения, и уступил со счётом 4:6. Решающим оказался второй период, в котором «сборники» забросили на две шайбы больше. 11 августа «Химик» со счётом 3:2 взял верх над «Витязем». Заброшенными шайбами отметились Виктор Гордиюк, Алексей Колкунов и Александр Блохин. 13 августа клуб потерпел поражение в матче против московского «Спартака» со счётом 0:1, но взял реванш в выставочной серии буллитов. Подмосковная команда заменила «Автомобилист» в расписании предсезонной подготовки «красно-белых». Матч начался с минуты молчания в память о людях, погибших во время событий в Южной Осетии. По словам Юрия Новикова, «результат встречи его обнадёживает и вселяет уверенность». 15 и 16 августа «Химик» провёл два матча против ярославского «Локомотива», в которых дважды уступил со счётом 1:3 и 1:8, соответственно. У воскресенцев в двух матчах отличились по разу Дмитрий Коротков и Александр Кожевников.
19 августа «Химик» пополнил нападающий «Атланта» Александр Блохин, не пригодившийся клубу из Мытищ. В тот же день в товарищеском матче против новичка Высшей лиги подольской «Рыси» воскресенцы одержали минимальную победу со счётом 3:2. 22 и 23 августа «Химик» на своём поле провёл два матча против нижегородского «Торпедо», которые завершились победой гостей 3:0 и ничьей 3:3, соответственно. Во втором матче, после окончания основного времени, была проведена выставочная серия буллитов, в которой сильнее оказались гости. 26 августа в Рязани «Химик» провёл заключительный матч в рамках подготовки к сезону. Победу гостям со счётом 3:2 принесли точные броски Дениса Карцева, Алексея Петрова и Андрея Галушкина. В общей сложности, в рамках предсезонной подготовки «Химик» провёл 12 матчей, в которых одержал 5 побед, потерпел 6 поражений, и ещё один матч завершился вничью (по регламенту встречи, проведения овертайма и, в случае необходимости, серии послематчевых штрафных бросков не требовалось).
27 августа стал известен окончательный состав команды на сезон. В заявочном списке команды оказалось 25 игроков, 14 из которых защищали цвета «Химика» в прошедшем сезоне в Высшей лиге. Команду покинуло 10 игроков: защитники Антон Полещук, Халим Нигматуллин и Николай Лукьянчиков, отправившиеся в омский «Авангард», «Ариаду-Акпарс» и «Нефтехимик», соответственно, и нападающие Станислав Тимаков («Автомобилист»), Алексей Васильев («Металлург» Новокузнецк), Александр Чистяков, Михаил Давлетов (оба — «Капитан» Ступино), Евгений Петухов, Владимир Стулов (оба — ХК «Рязань») и Евгений Пастернацкий («Крылья Советов-ВИЛС») и пополнило 13: вратарь Алексей Егоров («Витязь»), защитники Павел Ворошнин («Атлант» Мытищи), Алексей Петров («Нефтехимик»), Николай Цулыгин («Торпедо»), Виктор Учеватов («Рединг Ройялз», ECHL) и Александр Громов («Титан» Клин) и нападающие Сергей Королёв, Денис Карцев (оба — «Торпедо»), Андрей Коробов («Спартак»), Александр Блохин («Атлант» Мытищи), Андрей Галушкин («Нефтехимик»), Дмитрий Коротков («Витязь» Чехов) и Александр Кожевников («Титан» Клин), а защитник Евгений Пупков («Автомобилист») и нападающий Михаил Паньшин («Молот-Прикамье») заявлены за фарм-клуб. Карьеру игрока завершил Андрей Потайчук.
28 августа, после окончания товарищеского матча дублирующего состава «Химика» с хоккейным клубом «Рязань», состоялась встреча болельщиков с тренерским штабом и ведущими игроками команды. 1 сентября в пресс-центре ледового дворца «Подмосковье» состоялась встреча болельщиков «Химика» с главным тренером команды Юрием Новиковым.

## Регулярный сезон

### Сентябрь
Сезон 2008/2009 начался для «Химика» 3 сентября с гостевого матча против тольяттинской «Лады», которую ещё в начале прошлого сезона тренировал теперешний наставник «жёлто-синих» Юрий Новиков. Первый период остался за хозяевами — «автозаводцы» довольно быстро забросили две шайбы, но перед уходом на перерыв Петров все-таки смог распечатать ворота Подомацкого и забросить первую шайбу своей команды в сезоне. Во втором периоде команды обменялись шайбами — на гол хозяев ответил Королёв, воспользовавшийся расслабленностью увеличившего разрыв в счёте соперника. Заключительная двадцатиминутка получилась наиболее насыщенной — на каждый из двух голов тольяттинцев гости ответили заброшенной шайбой, кроме того, за несколько секунд до конца игроки «Химика» не смогли попасть в пустые ворота. Итог встречи — 5:4 в пользу «Лады». Лучшей в составе воскресенцев стала тройка нападающих Галушкин-Колкунов-Лучинкин. По словам главного тренера «жёлто-синих» Юрия Новикова, на результат повлияло стартовое волнение и большое количество удалений, которые отняли много сил у игроков. В следующем матче в Казани против куда более грозного «Ак Барса» «Химик» проиграл всухую 0:4. В этой встрече главный тренер гостей дал шанс проявить себя и набраться опыта молодым игрокам. 7 сентября в заключительном матче стартового выезда в Нижнекамске против местного «Нефтехимика» подмосковный клуб набрал первые три очка в сезоне, выиграв со счётом 2:1. Решающими оказались второй и третий периоды, в которых гости усилиями Романовского и Романова забросили по одной безответной шайбе.
Первая домашняя серия началась для «Химика» 13 сентября матчем против челябинского «Трактора». Дебют перед домашней публикой получился для подмосковного клуба обескураживающим — гости забросили пять безответных шайб. После матча Юрий Новиков заявил, что вина за поражение лежит на нападающих. На следующий день в гости к воскресенцам пожаловал другой клуб из Челябинской области — магнитогорский «Металлург». В первом периоде хозяева усилиями Коротеева забросили безответную шайбу, но всё же уступили, пропустив по голу в двух оставшихся периодах — 1:2. С тем же счётом в пользу гостей завершилась и игра против уфимского «Салавата Юлаева». Заброшенной шайбой в составе «Химика» отметился дебютант команды Андрей Страхов.
Свою вторую выездную серию «жёлто-синие» начали 21 сентября матчем в Новокузнецке против местного «Металлурга». После безголевого первого периода во второй двадцатиминутке «Химик» забросил две шайбы усилиями Горелова и Галкина, на что хозяева ответили двумя голами в третьем периоде. Матч перешёл в овертайм, в котором ни одной из команд не удалось нанести решающий бросок. Первая в сезоне для «Химика» серия буллитов оказалась неудачной — Виктор Гордиюк и Сергей Лучинкин не смогли переиграть вратаря «Кузни» Максима Соколова, в то время как новокузнечане дважды оказались точны. Несмотря на неудачу, Юрий Новиков остался доволен своими игроками. В следующем матче в Хабаровске против местного «Амура» воскресенцам не удалось набрать очки — голы Кожевникова и Гордиюка в первом и третьем периодах, соответственно, не помогли «Химику» избежать поражения со счётом 2:4. Решающим стал третий период, в котором гости пропустили три безответные шайбы. Последним соперником «Химика» по выезду стала новосибирская «Сибирь». На протяжении всей встречи хозяева вели в счёте, но гости усилиями Боброва смогли перевести игру в овертайм, который, впрочем перевеса ни одной из команд не принёс. Вторая за три матча серия буллитов снова оказалась неудачной для воскресенцев, и из Новосибирска команда увозит только одно очко. Уже через три дня в матче против нижегородского «Торпедо» «Химик» порадовал своих болельщиков первой домашней победой со счётом 3:2. Решающей оказалась шайба Александра Кожевникова, заброшенная в конце второго периода. После матча Юрий Новиков особо выделил вратаря Андрея Васильева. Таким образом команда завершила сентябрь на последнем месте в дивизионе Тарасова с 8 очками в активе.

### Октябрь
Как и предыдущий месяц, октябрь начался для воскресенцев с двух поражений и победы. Домашняя серия, начавшаяся матчем с «Торпедо», продолжилась 1 октября. В подмосковном дерби с лидером турнира мытищинским «Атлантом» «Химик» уступил со счётом 1:4. Единственную шайбу в составе хозяев во втором периоде забросил Смирнов.

9 поражений в 11 матчах и 2-е место с конца в лиге привело к тому, что 2 октября Юрий Новиков по обоюдному согласию с руководством команды был отправлен в отставку с поста главного тренера. Временно исполняющим обязанности главного тренера был назначен наставник дубля и директор детско-юношеской школы воскресенского клуба Геннадий Коротеев. Сам Никитин так прокомментировал решение руководства клуба: 
Такова моя судьба. Я начинаю создавать хорошие команды, а меня затем убирают из команды. Но жаловаться я не привык. Работу свою знаю, и работать умею. Отдыхать не хочу и готов рассматривать предложения из любых клубов».
 При этом, он отметил прогресс защитников, имеющих проблемы в хоккейном образовании, и игру вратарей Васильева, Егорова и Герасимова. Также он посетовал на слабую игру в атаке. По мнению корреспондента портала Sports.ru Александра Лютикова, это решение было поспешным, учитывая тот результат, которого смог добиться подмосковный коллектив с проблемами, вызванными поздним включением клуба в КХЛ — финансированием уровня Высшей лиги и неполноценной предсезонной подготовкой, график которой пришлось строить буквально заново.
3 октября «Химик» принимал на своей площадке балашихинский ХК МВД и уступил со счётом 1:3. Как и в предыдущем матче с «Атлантом», в составе хозяев отличился Смирнов. Спустя два дня, в заключительном матче домашней серии, «жёлто-синие» преподнесли одну из самых больших сенсаций старта чемпионата — со счётом 4:0 была повержена «Магнитка». По шайбе в первых двух периодах забросили Страхов и Карцев, а в заключительной двадцатиминутке отличились Галушкин и Бобров. Исполняющий обязанности главного тренера Геннадий Коротеев похвалил вратаря Алексея Егорова, а также отметил, что игроки действовали без серьёзных ошибок.
8 октября «Химик» отправился в Чехов на матч против «Витязя». Первый период остался за гостями — единственную шайбу с передачи Романова забросил Горелов. Хозяева смогли отыграться только в третьем периоде и перевести матч в овертайм, где уже на 6-й секунде забросили победную шайбу. Через два дня воскресенцы со счётом 3:5 уступили московскому «Спартаку». В составе «жёлто-синих» отличились Романов, Страхов и Пупков.
Третья в сезоне домашняя серия началась для «Химика» 15 октября матчем против питерского СКА. Результативные действия Карцева, забросившего две шайбы, и отдавшего ему в обоих случаях голевые передачи Лучинкина вывели хозяев вперёд со счётом 2:0. В третьем периоде питерским «армейцам» удалось сравнять счёт и перевести игру в овертайм, в котором ни одна из команд не смогла отличиться. В серии буллитов удачливее оказались гости. Тренер гостей Барри Смит отметил в составе «Химика» Алексея Егорова, который, по его словам, действовал «выше всяких похвал». 17 октября в составе воскресенской команды случилось первое пополнение по ходу сезона — в «Химик» перешёл нападающий «Крыльев Советов» Михаил Милёхин, успевший набрать в Высшей лиге 14 (6+8) очков. Также стало известно о том, что клуб подпишет ещё двух игроков: вратаря сборной Казахстана Сергея Огурешникова («Казахмыс») и защитника Антона Полещука, имеющего статус неограниченно свободного агента. Далее «Химику» предстояло впервые в сезоне встретится с тремя «Динамо» подряд — рижским, московским и минским. 18 октября в Воскресенск пожаловали рижане и победили со счётом 2:1. По словам и.о. главного тренера Коротеева, исход матча решили два удаления в составе подмосковной команды. В следующем матче 20 октября против московского «Динамо» «Химик», усилиями Зимина и Шамолина, забросивших по шайбе в третьем периоде, смог отыграться и перевести игру в овертайм, где шайб заброшено не было. В серии послематчевых буллитов, растянувшейся на 12 бросков, решающим оказался промах нападающего воскресенцев Сергея Лучинкина. В заключительном матче домашней серии 22 октября против минских «динамовцев» «жёлто-синие» уступили в основное время со счётом 1:3. В составе хозяев во втором периоде отличился Шамолин. 28 октября клуб подписал контракт с бывшим игроком «Флорида Пантерз» и сборной России Иваном Новосельцевым, как и Милёхин, начинавшим сезон в Высшей лиге в составе «Крыльев советов». В тот же день «Химик» преподнёс вторую сенсацию в сезоне, обыграв на выезде СКА со счётом 5:3. Дублями в составе гостей отметились Лучинкин и Карцев. 29 октября, в связи с расторжением договора о сотрудничестве с ХК «Рязань», в подмосковную команду вернулись нападающие Роман Савичев и Владимир Стулов и защитник Андрей Шарков. В следующем гостевом матче против череповецкой «Северстали» «Химик» уступил по буллитам. На гол хозяев в первом периоде «жёлто-синие» ответили заброшенной шайбой Романова во второй двадцатиминутке. Матч перешёл в овертайм, в котором шайб заброшено не было. В серии буллитов точнее оказались хозяева. 31 октября Коротеев избавился от приставки «и.о.» и был назначен главным тренером подмосковной команды. Октябрь «Химик» завершил на последнем месте в дивизионе Тарасова с 18 очками.

### Ноябрь
Ноябрь «Химик» начал с гостевого матча с ярославским «Локомотивом». Большую часть матча на табло горели «нули», и только в третьем периоде хозяевам удалось открыть счёт. Казалось, победа легко достанется финалисту прошлогоднего чемпионата России, но «Химик» в очередной раз проявил характер, и усилиями Гордиюка сначала сравнял счёт, а уже в овертайме победную шайбу забросил герой матча со СКА Сергей Лучинкин. Этот матч также стал дебютным для Сергея Огурешникова. После матча наставник ярославцев Кари Хейккиля отметил игру воскресенцев, назвав оборону «Химика» лучшей среди команд, с которыми «Локо» провёл свои последние четыре домашних матча. 8 ноября, во время перерыва в регулярном сезоне, «Химик» провёл товарищеский матч в Чехове с «Витязем». Встреча завершилась победой гостей со счётом 3:2. Голы у воскресенцев на счету Ивана Новосельцева, Сергея Сентюрина и Виктора Боброва. 11 ноября воскресенцы потерпели поражение в гостевом матче с «Магниткой» со счётом 2:3. В составе гостей по разу во втором и третьем периодах отличились Смирнов и Гордиюк. Последний матч «южноуральского турне» против «Трактора» также завершился неудачей — в этот раз «жёлто-синие», в составе которых заброшенной шайбой отметился Галушкин, уступили со счётом 1:3.
После продолжительного выезда, в котором «Химик» набрал 5 очков из 15 возможных, 16 ноября воскресенский клуб вернулся на родную арену, где принял московский ЦСКА. Подмосковный клуб сумел навязать борьбу «армейцам» и дважды по ходу встречи сравнивал счёт — сначала во втором периоде усилиями Новосельцева и Галушкина отыгрался с 0:2, а затем в третьем Новосельцев оформил дубль, сделав счёт 3:3, и перевёл встречу в овертайм. В дополнительном тайме шайб командам забросить не удалось, а в серии буллитов «жёлто-синие» уступили уже в шестой раз в сезоне. 17 ноября в Воскресенск пожаловал омский «Авангард», имевший на тот момент пять поражений в шести последних матчах. Серия неудач продолжилась и этот день. Хозяева уверенно выиграли первый период — отличились Шамолин и Гордиюк, а в начале второго периода довёл счёт до разгромного Лучинкин. Гости смогли отыграть только одну шайбу. Итог встречи — 3:1 в пользу «Химика». В следующем домашнем матче против астанинского «Барыса» «жёлто-синим» трёх шайб уже не хватило даже на то, чтобы зацепиться хотя бы за одно очко — гости уверенно победили 6:3.
23 и 25 ноября «Химик» сыграл в гостях с теми же соперниками по двум последним матчам — «Авангардом» и «Барысом», соответственно. В матче с омичами воскресенцам не удалось повторить свой домашний успех — хозяева одержали верх в серии буллитов, прервав свою проигрышную серию. Матч с казахстанским клубом повторил исход встречи между двумя клубами в Воскресенске. Как и неделей ранее, верх взял «Барыс», на этот раз со счётом 4:2. Последний матч в ноябре «Химик» провёл в Санкт-Петербурге против СКА. Питерские «армейцы» взяли реванш за поражение месячной давности, выиграв со счётом 2:1. Единственную шайбу у гостей забросил Гордиюк. Набрав 7 очков в 9 играх, «Химик» остался на 23-м месте в Лиге и на 6-м в дивизионе Тарасова.

## Таблицы
|   | Команда      | И  | В  | ВО | ВБ | ПБ | ПО | П  | ШЗ  | ШП  | О   |
| - | ------------ | -- | -- | -- | -- | -- | -- | -- | --- | --- | --- |
| 1 | ЦСКА – Д     | 56 | 27 | 4  | 3  | 7  | 4  | 11 | 176 | 141 | 106 |
| 2 | Металлург Мг | 56 | 25 | 2  | 11 | 2  | 1  | 15 | 174 | 148 | 104 |
| 3 | СКА          | 56 | 26 | 2  | 7  | 4  | 0  | 17 | 143 | 105 | 100 |
| 4 | Трактор      | 56 | 23 | 0  | 2  | 5  | 3  | 22 | 142 | 166 | 81  |
| 5 | ХК МВД       | 56 | 20 | 2  | 4  | 1  | 0  | 29 | 142 | 159 | 73  |
| 6 | Химик        | 56 | 8  | 3  | 0  | 7  | 2  | 36 | 132 | 154 | 57  |

|    | Команда           | И  | В  | ВО | ВБ | ПБ | ПО | П  | ШЗ  | ШП  | О   |
| -- | ----------------- | -- | -- | -- | -- | -- | -- | -- | --- | --- | --- |
| 1  | Салават Юлаев – Д | 56 | 38 | 4  | 1  | 2  | 3  | 8  | 203 | 116 | 129 |
| 2  | Ак Барс – Д       | 56 | 36 | 1  | 3  | 3  | 3  | 10 | 189 | 123 | 122 |
| 3  | Локомотив – Д     | 56 | 32 | 2  | 2  | 3  | 4  | 13 | 175 | 111 | 111 |
| 4  | ЦСКА – Д          | 56 | 27 | 4  | 3  | 4  | 7  | 11 | 176 | 141 | 106 |
| 5  | Атлант            | 56 | 35 | 3  | 4  | 1  | 2  | 10 | 189 | 111 | 122 |
| 6  | Металлург Мг      | 56 | 25 | 2  | 11 | 1  | 2  | 15 | 174 | 148 | 104 |
| 7  | Динамо Мск        | 56 | 27 | 4  | 3  | 2  | 3  | 17 | 184 | 143 | 100 |
| 8  | СКА               | 56 | 26 | 2  | 7  | 0  | 4  | 17 | 143 | 105 | 100 |
| 9  | Спартак           | 56 | 26 | 1  | 5  | 1  | 2  | 21 | 173 | 158 | 93  |
| 10 | Динамо Р          | 56 | 24 | 3  | 2  | 1  | 3  | 23 | 132 | 156 | 86  |
| 11 | Торпедо           | 56 | 24 | 2  | 2  | 1  | 3  | 24 | 162 | 162 | 84  |
| 12 | Трактор           | 56 | 24 | 0  | 2  | 3  | 5  | 22 | 147 | 166 | 84  |
| 13 | Лада              | 56 | 21 | 3  | 5  | 3  | 2  | 22 | 121 | 116 | 84  |
| 14 | Нефтехимик        | 56 | 22 | 2  | 1  | 2  | 5  | 24 | 146 | 140 | 79  |
| 15 | Барыс             | 56 | 20 | 3  | 4  | 2  | 2  | 25 | 174 | 192 | 78  |
| 16 | Авангард          | 56 | 19 | 2  | 6  | 4  | 1  | 24 | 161 | 164 | 78  |
|    |                   |    |    |    |    |    |    |    |     |     |     |
| 17 | Северсталь        | 56 | 19 | 1  | 7  | 2  | 2  | 25 | 142 | 171 | 77  |
| 18 | ХК МВД            | 56 | 20 | 2  | 4  | 0  | 1  | 29 | 142 | 159 | 73  |
| 19 | Сибирь            | 56 | 15 | 1  | 5  | 5  | 2  | 28 | 146 | 172 | 64  |
| 20 | Амур              | 56 | 15 | 2  | 2  | 1  | 6  | 30 | 111 | 158 | 60  |
| 21 | Металлург Нк      | 56 | 12 | 3  | 2  | 3  | 5  | 31 | 127 | 157 | 54  |
| 22 | Динамо Мн         | 56 | 12 | 1  | 2  | 2  | 5  | 34 | 124 | 197 | 49  |
| 23 | Витязь            | 56 | 6  | 2  | 3  | 5  | 7  | 33 | 134 | 230 | 40  |
| 24 | Химик             | 56 | 8  | 3  | 0  | 2  | 7  | 36 | 108 | 187 | 39  |

## Трансферы

### Пришли в клуб
В межсезонье
| Поз. | Игрок                | Прежний клуб  | Примечание |
| ---- | -------------------- | ------------- | ---------- |
| В    | Алексей Егоров       | Витязь        | Контракт   |
| З    | Александр Завьялов   | Торпедо       | Контракт   |
| З    | Павел Ворошнин       | Атлант        | Контракт   |
| З    | Алексей Петров       | Нефтехимик    | Контракт   |
| З    | Виктор Учеватов      | Рединг Ройялз | Контракт   |
| З    | Александр Громов     | Титан         | Контракт   |
| Н    | Александр Блохин     | Атлант        | Контракт   |
| Н    | Сергей Королёв       | Торпедо       | Контракт   |
| Н    | Денис Карцев         | Торпедо       | Контракт   |
| Н    | Андрей Коробов       | Спартак       | Контракт   |
| Н    | Андрей Галушкин      | Нефтехимик    | Контракт   |
| Н    | Дмитрий Коротков     | Витязь        | Контракт   |
| Н    | Александр Кожевников | Титан         | Контракт   |

По ходу сезона
| Поз. | Игрок              | Прежний клуб   | Примечание                    |
| ---- | ------------------ | -------------- | ----------------------------- |
| В    | Сергей Огурешников | Казахмыс       | Контракт                      |
| З    | Антон Полещук      | —              | Неограниченно свободный агент |
| Н    | Михаил Милёхин     | Крылья Советов | Контракт                      |
| Н    | Иван Новосельцев   | Крылья Советов | Контракт                      |
| Н    | Роман Савичев      | Рязань         | Контракт                      |
| Н    | Владимир Стулов    | Рязань         | Контракт                      |
| З    | Андрей Шарков      | Рязань         | Контракт                      |
| З    | Кирилл Алексеев    |                | Контракт                      |
| Н    | Алексей Колкунов   | Химик-2        | Переведён в основную команду  |

### Покинули клуб
В межсезонье
| Поз. | Игрок                | Новый клуб          | Примечание |
| ---- | -------------------- | ------------------- | ---------- |
| З    | Халим Нигматуллин    | Ариада-Акпарс       | Контракт   |
| З    | Николай Лукьянчиков  | Нефтехимик          | Контракт   |
| З    | Антон Полещук        | Авангард            | Контракт   |
| Н    | Станислав Тимаков    | Автомобилист        | Контракт   |
| Н    | Алексей Васильев     | Металлург Нк        | Контракт   |
| Н    | Александр Чистяков   | Капитан             | Контракт   |
| Н    | Михаил Давлетов      | Капитан             | Контракт   |
| Н    | Евгений Петухов      | ХК Рязань           | Контракт   |
| Н    | Владимир Стулов      | ХК Рязань           | Контракт   |
| Н    | Евгений Пастернацкий | Крылья Советов-ВИЛС | Контракт   |

По ходу сезона
| Поз. | Игрок              | Новый клуб | Примечание            |
| ---- | ------------------ | ---------- | --------------------- |
| З    | Виктор Учеватов    | —          | Контракт              |
| З    | Дмитрий Коротков   | —          | Контракт              |
| Н    | Михаил Паньшин     | —          | Контракт              |
| З    | Александр Горелов  | —          | Контракт              |
| Н    | Алексей Колкунов   | Химик-2    | Переведён в фарм-клуб |
| Н    | Евгений Виксна     |            | Контракт              |
| Н    | Сергей Лучинкин    | Химик-2    | Переведён в фарм-клуб |
| В    | Сергей Огурешников | Лада       | Контракт              |

## Календарь и результаты
Легенда:
 Победа в основное время (3 очка)
 Победа в овертайме или по буллитам (2 очка)
 Поражение в овертайме или по буллитам (1 очко)
 Поражение в основное время (0 очков)

### Другие товарищеские матчи
«Химик» договорился с чеховским «Витязем» о проведении товарищеского матча во время перерыва в регулярном сезоне, вызванном играми Еврохоккейтура.

## Статистика игроков

### Полевые игроки
Примечание: И = Количество проведённых игр; Г = Голы; П = Голевые передачи; О = Очки; +/- = Плюс-минус; Штр = Штрафное время
| \| Игрок \| Позиция \| И \| Г \| П \| О \| +/- \| Штр \| \| --------------------- \| ------- \| -- \| -- \| -- \| -- \| --- \| --- \| \| Кирилл Алексеев \| З \| 14 \| 0 \| 2 \| 2 \| -8 \| 2 \| \| Виктор Бобров \| Н \| 55 \| 4 \| 15 \| 19 \| -2 \| 34 \| \| Евгений Виксна \| З \| 1 \| 0 \| 0 \| 0 \| 0 \| 0 \| \| Павел Ворошнин \| З \| 41 \| 1 \| 5 \| 6 \| -10 \| 28 \| \| Максим Галкин \| З \| 54 \| 2 \| 14 \| 16 \| -17 \| 98 \| \| Андрей Галушкин \| Н \| 51 \| 10 \| 11 \| 21 \| -18 \| 52 \| \| Виктор Гордиюк \| Н \| 38 \| 9 \| 11 \| 20 \| -3 \| 30 \| \| Александр Горелов \| З \| 19 \| 2 \| 3 \| 5 \| -7 \| 26 \| \| Александр Громов \| З \| 9 \| 0 \| 1 \| 1 \| 2 \| 2 \| \| Николай Зимин \| З \| 40 \| 2 \| 3 \| 5 \| 2 \| 14 \| \| Николай Игнатов \| З \| 16 \| 1 \| 3 \| 4 \| -6 \| 8 \| \| Рустем Камалетдинов \| З \| 53 \| 0 \| 7 \| 7 \| -5 \| 38 \| \| Денис Карцев \| Н \| 41 \| 7 \| 7 \| 14 \| -4 \| 28 \| \| Александр Кожевников \| Н \| 26 \| 3 \| 3 \| 6 \| 0 \| 22 \| \| Алексей Колкунов \| Н \| 32 \| 1 \| 5 \| 6 \| -9 \| 26 \| \| Сергей Королёв \| Н \| 24 \| 2 \| 3 \| 5 \| -4 \| 16 \| \| Денис Коротеев \| Н \| 47 \| 3 \| 3 \| 6 \| -8 \| 10 \| \| Дмитрий Коротков \| Н \| 5 \| 0 \| 0 \| 0 \| -2 \| 4 \| \| Сергей Лучинкин \| Н \| 45 \| 12 \| 12 \| 24 \| -11 \| 46 \| \| Михаил Милёхин \| Н \| 13 \| 0 \| 0 \| 0 \| -1 \| 2 \| \| Иван Новосельцев \| Н \| 29 \| 3 \| 2 \| 5 \| -5 \| 12 \| \| Михаил Паньшин \| Н \| 4 \| 0 \| 1 \| 1 \| -1 \| 2 \| \| Алексей Петров \| З \| 41 \| 3 \| 5 \| 8 \| -4 \| 134 \| \| Антон Полещук \| З \| 34 \| 1 \| 3 \| 4 \| -12 \| 50 \| \| Евгений Пупков \| З \| 7 \| 1 \| 2 \| 3 \| 0 \| 2 \| \| Александр Романов \| Н \| 55 \| 7 \| 14 \| 21 \| -5 \| 36 \| \| Александр Романовский \| Н \| 27 \| 2 \| 3 \| 5 \| -4 \| 10 \| \| Роман Савичев \| Н \| 3 \| 0 \| 0 \| 0 \| -1 \| 0 \| \| Дмитрий Самарин \| З \| 9 \| 0 \| 1 \| 1 \| -1 \| 6 \| \| Сергей Сентюрин \| Н \| 13 \| 2 \| 1 \| 3 \| -5 \| 8 \| \| Алексей Смирнов \| Н \| 55 \| 15 \| 7 \| 22 \| -5 \| 38 \| \| Андрей Страхов \| Н \| 44 \| 7 \| 9 \| 16 \| -5 \| 54 \| \| Владимир Стулов \| Н \| 11 \| 1 \| 1 \| 2 \| -2 \| 4 \| \| Дмитрий Шамолин \| Н \| 51 \| 7 \| 8 \| 15 \| -10 \| 12 \| |         |    |    |    |    |     |     |
| Игрок | Позиция | И  | Г  | П  | О  | +/- | Штр |
| Кирилл Алексеев | З       | 14 | 0  | 2  | 2  | -8  | 2   |
| Виктор Бобров | Н       | 55 | 4  | 15 | 19 | -2  | 34  |
| Евгений Виксна | З       | 1  | 0  | 0  | 0  | 0   | 0   |
| Павел Ворошнин | З       | 41 | 1  | 5  | 6  | -10 | 28  |
| Максим Галкин | З       | 54 | 2  | 14 | 16 | -17 | 98  |
| Андрей Галушкин | Н       | 51 | 10 | 11 | 21 | -18 | 52  |
| Виктор Гордиюк | Н       | 38 | 9  | 11 | 20 | -3  | 30  |
| Александр Горелов | З       | 19 | 2  | 3  | 5  | -7  | 26  |
| Александр Громов | З       | 9  | 0  | 1  | 1  | 2   | 2   |
| Николай Зимин | З       | 40 | 2  | 3  | 5  | 2   | 14  |
| Николай Игнатов | З       | 16 | 1  | 3  | 4  | -6  | 8   |
| Рустем Камалетдинов | З       | 53 | 0  | 7  | 7  | -5  | 38  |
| Денис Карцев | Н       | 41 | 7  | 7  | 14 | -4  | 28  |
| Александр Кожевников | Н       | 26 | 3  | 3  | 6  | 0   | 22  |
| Алексей Колкунов | Н       | 32 | 1  | 5  | 6  | -9  | 26  |
| Сергей Королёв | Н       | 24 | 2  | 3  | 5  | -4  | 16  |
| Денис Коротеев | Н       | 47 | 3  | 3  | 6  | -8  | 10  |
| Дмитрий Коротков | Н       | 5  | 0  | 0  | 0  | -2  | 4   |
| Сергей Лучинкин | Н       | 45 | 12 | 12 | 24 | -11 | 46  |
| Михаил Милёхин | Н       | 13 | 0  | 0  | 0  | -1  | 2   |
| Иван Новосельцев | Н       | 29 | 3  | 2  | 5  | -5  | 12  |
| Михаил Паньшин | Н       | 4  | 0  | 1  | 1  | -1  | 2   |
| Алексей Петров | З       | 41 | 3  | 5  | 8  | -4  | 134 |
| Антон Полещук | З       | 34 | 1  | 3  | 4  | -12 | 50  |
| Евгений Пупков | З       | 7  | 1  | 2  | 3  | 0   | 2   |
| Александр Романов | Н       | 55 | 7  | 14 | 21 | -5  | 36  |
| Александр Романовский | Н       | 27 | 2  | 3  | 5  | -4  | 10  |
| Роман Савичев | Н       | 3  | 0  | 0  | 0  | -1  | 0   |
| Дмитрий Самарин | З       | 9  | 0  | 1  | 1  | -1  | 6   |
| Сергей Сентюрин | Н       | 13 | 2  | 1  | 3  | -5  | 8   |
| Алексей Смирнов | Н       | 55 | 15 | 7  | 22 | -5  | 38  |
| Андрей Страхов | Н       | 44 | 7  | 9  | 16 | -5  | 54  |
| Владимир Стулов | Н       | 11 | 1  | 1  | 2  | -2  | 4   |
| Дмитрий Шамолин | Н       | 51 | 7  | 8  | 15 | -10 | 12  |

- ^Означает, что игрок пришёл в клуб по ходу сезона. Статистика отражает только время, проведённое в клубе.
- vОзначает, что игрок покинул клуб по ходу сезона. Статистика отражает только время, проведённое в клубе.

### Вратари
Примечание: И = Количество проведённых игр;  В = Выигрыши; П = Проигрыши; Мин = Количество сыгранных минут;  ПШ = Пропущено шайб; И"0" = «Сухие игры»; Бр = Броски; КН = Коэффициент надёжности; %ОБ = Процент отражённых бросков
| \| Игрок \| И \| В \| П \| Мин \| Бр \| ПШ \| И"0" \| КН \| %ОБ \| \| ------------------ \| -- \| - \| -- \| ------- \| --- \| -- \| ---- \| ---- \| ---- \| \| Андрей Васильев \| 25 \| 4 \| 17 \| 1486:48 \| 761 \| 81 \| 0 \| 3.27 \| 89.4 \| \| Юрий Герасимов \| 5 \| 1 \| 3 \| 243:27 \| 104 \| 13 \| 0 \| 3.20 \| 87.5 \| \| Алексей Егоров \| 26 \| 4 \| 18 \| 1459:39 \| 691 \| 75 \| 1 \| 3.08 \| 89.1 \| \| Сергей Огурешников \| 4 \| 2 \| 0 \| 206:46 \| 121 \| 8 \| 0 \| 2.32 \| 93.4 \| |    |   |    |         |     |    |      |      |      |
| Игрок | И  | В | П  | Мин     | Бр  | ПШ | И"0" | КН   | %ОБ  |
| Андрей Васильев | 25 | 4 | 17 | 1486:48 | 761 | 81 | 0    | 3.27 | 89.4 |
| Юрий Герасимов | 5  | 1 | 3  | 243:27  | 104 | 13 | 0    | 3.20 | 87.5 |
| Алексей Егоров | 26 | 4 | 18 | 1459:39 | 691 | 75 | 1    | 3.08 | 89.1 |
| Сергей Огурешников | 4  | 2 | 0  | 206:46  | 121 | 8  | 0    | 2.32 | 93.4 |

## Тренерский штаб и административный состав
| Должность      | Имя                | Имя     |
| -------------- | ------------------ | ------- |
| Главный тренер | Геннадий Коротеев* | [ 117 ] |
| Тренер         | Юрий Страхов       | [ 117 ] |
| Администратор  | Андрей Селиванов   | [ 118 ] |
| Врач           | Игорь Морозов      | [ 118 ] |
| Массажист      | Вячеслав Алексеев  | [ 118 ] |
| Техник         | Владимир Агулин    | [ 118 ] |